# امتداد تحليلي

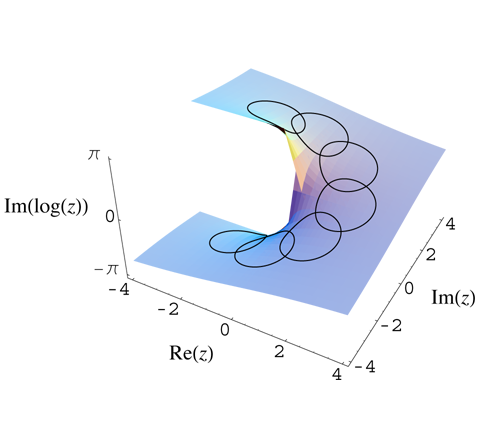

في الرياضيات وبالتحديد في التحليل المركب، الامتداد التحليلي (بالإنجليزية: Analytic continuation)‏ هو تقنية تستعمل من أجل تمديد مجال دالة تحليلية ما.

## أمثلة
{\displaystyle L(z)=\sum _{k=1}^{\infty }{\frac {(-1)^{k+1}}{k}}(z-1)^{k}}
هي متسلسلة للقوى تمثل اللوغارتم الطبيعي عندما يقترب z من الواحد.
انظر إلى مبرهنة قابلية عكس دالية.